# Zoe Telford
Zoe Telford est une actrice britannique née à Norwich en 1973.

## Biographie
Zoe a grandi à Norwich. Sa mère s'appelle Leila Telford.
Elle a joué au cinéma et dans des séries télévisées.

## Filmographie

### Cinéma
- 2005 : Match Point de Woody Allen : Samantha

### Télévision
- 2003 : Hitler : La Naissance du mal (téléfilm) : Eva Braun
- 2004 : Mort sur le Nil (téléfilm, épisode de la série Hercule Poirot) : Rosalie Otterbourne
- 2006 : Le Mystère de Sittaford (téléfilm, épisode de la série Miss Marple) : Emily Trefusis
- 2008 : The Palace : Abigail Thomas
- 2010 : Sherlock (2 épisodes : Le Banquier aveugle et Le Grand Jeu) : Sarah Sawyer